# آفریکانرها

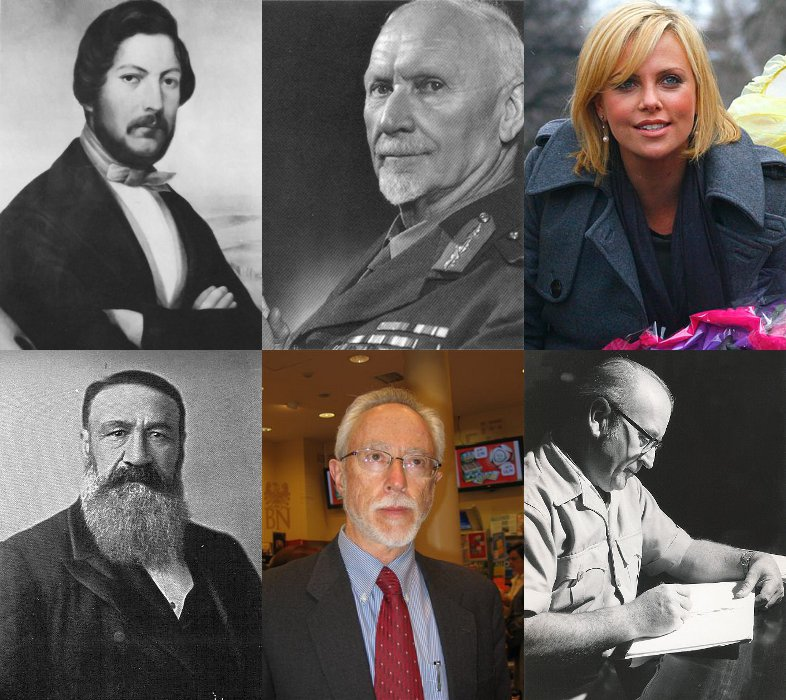
مشاهیر آفریکانرها

آفریکانرها (به آفریکانس: Afrikaners) نام قومیتی است که در اصل در آفریقای جنوبی می‌زیند.

## تاریخچه مهاجرت
نیاکان ایشان مهاجرانی هلندی بودند که در سده‌های هفدهم و هجدهم میلادی به این سرزمین آمدند و سپس مردمانی دیگر با تبارهای آلمانی، فرانسوی، بلژیکی و اسکاندیناوی با ایشان آمیخته شدند. تا سال ۱۹۹۴ کشاورزی و سیاست در آفریقای جنوبی در تسلط ایشان بود. آفریکانس زبان نخست آفریکانرها و بیشتر رنگین‌پوستان کیپ و سومین زبان رایج در آفریقای جنوبی است. این زبان حاصل درآمیزی زبان هلندی رایج در هلند جنوبی با واژه‌هایی گرفته‌شده از بردگان هند شرقی هلند (اندونزی کنونی) و ماداگاسکار است. آفریکانرهای پیرامون ۵٫۲٪ جمعیت آفریقای جنوبی را شامل می‌شوند. مجموع جمعیت ایشان پیرامون ۳٫۵ میلیون تن برآورد می‌شود.
از ۱۹۹۴ میلادی تعدادی از سفیدپوستان آفریقای جنوبی دست به مهاجرت از این کشور زدند. امروزه پیرامون ۱۰۰هزار آفریکانر در نامیبیا می‌زیند. تعداد قابل توجهی از ایشان نیز به کشورهای عضو اتحادیه کشورهای همسود کوچیده‌اند. هلند، امارات متحده عربی و ایالات متحده آمریکا نیز شماری از آفریکانرهای مهاجر را به خود پذیرفته‌اند. در ۲۰۱۱ میلادی نیز شماری از آفریکانرهای برای کمک به کشاورزی در بحران گرجستان به این کشور نقل مکان کرده‌اند.
آفریکانرها سنت ادبی به‌نسبت بلندی دارند و شاعران و نویسندگان برجسته‌ای داشته‌اند، از جمله جان ماکسول کوتسی برندهٔ جایزه نوبل.